# Parque Estadual de ʻAkaka Falls
O Parque estadual ʻAkaka Falls é um parque estadual na Ilha Havaí, no estado americano do Havaí . O parque fica a cerca de 11 milhas (18 km) ao norte de Hilo e a oeste de Honomū, na saída da Rua Hawaii Belt (Rota 19) no final da Hawaii Rota 220 . Ele inclui seu homônimo: as cataratas de ʻAkaka. Uma cachoeira de 442 pés (130 m) de altura. ʻAkaka recebeu o nome do chefe 'Akaka-o-ka-nī'au-oi'o-i-ka-wao, neto de Kūlanikapele e Kīakalohia.  A parte acessível do parque fica no alto do lado direito do desfiladeiro profundo em que a cachoeira cai, e ela pode ser vista de vários pontos ao longo de uma trilha circular que atravessa o parque. Também visível desta trilha estão as Cataratas Kahūnā, uma cachoeira de 300 pés (91 m) de altura e várias cascatas menores. 

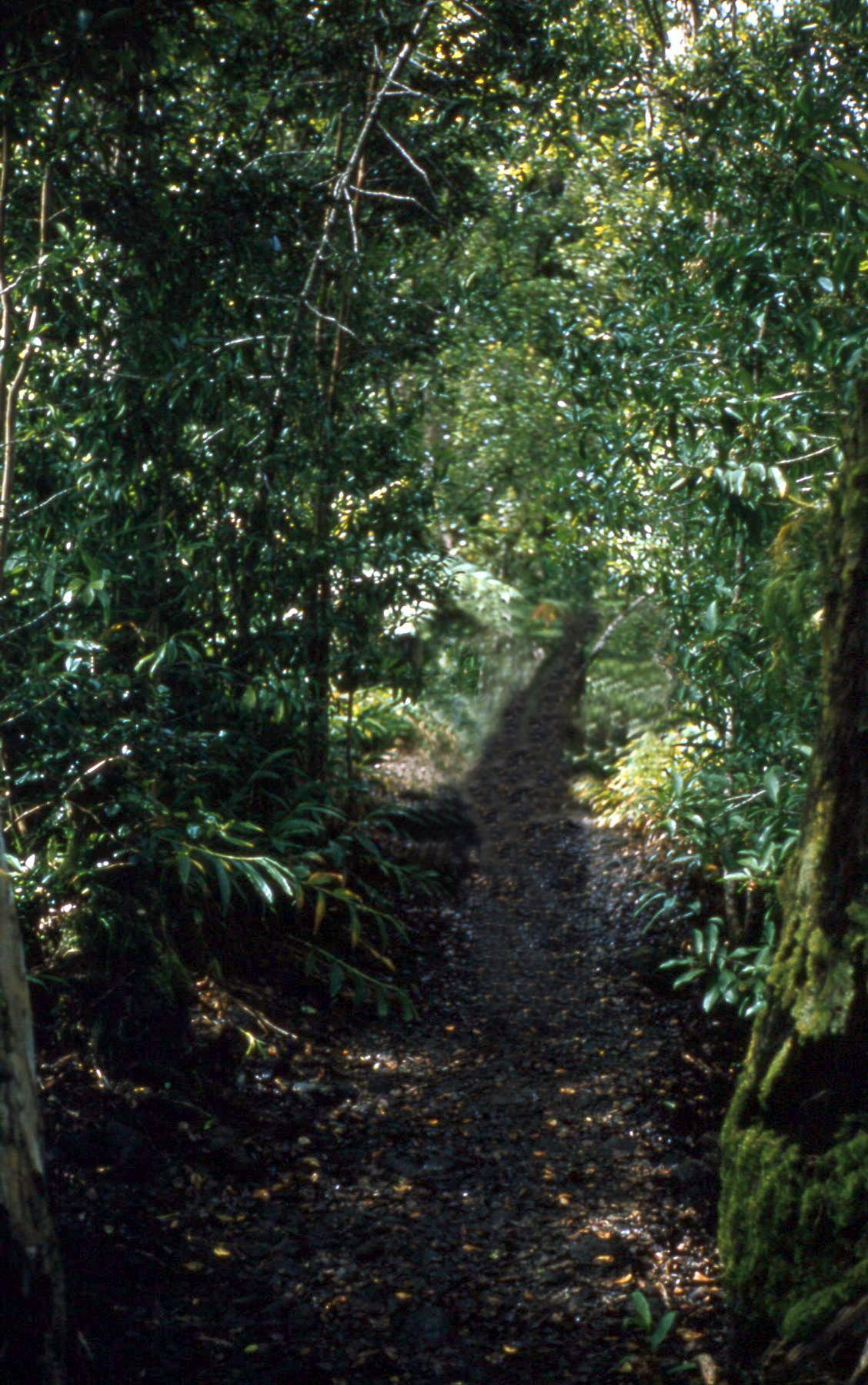
Trilha no parque, 1959

No folclore local, há uma pedra chamada aqui de Pōhaku a Pele que, quando atingida por um galho de lehua ʻāpane, fará com que o céu escureça e a chuva caia.  Lehua ʻāpane ou ʻ ōhi ʻa ʻāpane é uma árvore ʻōhiʻa (Metrosideros polymorpha) com flores vermelho-escuras.
ʻAkaka Falls está localizada no Rio Kolekole. Uma grande pedra no rio, aproximadamente 70 pés (21 m) rio acima é chamada Pōhaku o Kāloa.

## Vida Selvagem
O ʻoʻopu ʻalamoʻo é uma espécie havaiana endêmica de peixe goby que desova no rio acima da cachoeira, mas amadurece no mar. Esses peixes possuem um disco de sucção na barriga que lhes permite agarrar-se às pedras molhadas atrás e adjacentes à cachoeira. Usando este disco, eles sobem de volta ao rio quando chega a hora de desovar.  Um camarão chamado ʻōpaekalaʻole também evoluiu para escalar as Cataratas de ʻAkaka e viver no rio Kolekole. 